# 내 서명이 아님
내 서명이 아님(Non est factum)은 영미법상 개념으로 자신의 서명이 아니라는 이유로 계약을 무효화 할 수 있는 법리를 말한다. Non est factum은 사실이 아니라는 라틴어 법 격언이다.

## 관련 문헌
- 명순구 편저, 편집. (2004년 8월 27일). 《쉽게 익히는 미국계약법입문》 초판. 서울: 법문사. ISBN 89-18-01083-4.
- 김선국, 미국계약법연구서설, 財産法硏究 第23卷 第3號, 2007. 2.
- 가정준, 미국계약법의 구조와 이해, 財産法硏究 第23卷 第3號, 2007. 2.